# Uwe Israel
Uwe Israel (* 25. April 1963 in Neunkirchen; † 3. Juni 2023 in Berlin) war ein deutscher Historiker. Er lehrte von 2010/11 bis zu seinem Tod als Inhaber des Lehrstuhls für Mittelalterliche Geschichte an der Technischen Universität Dresden.

## Leben und Wirken
Uwe Israel studierte Geschichte, Germanistik und Philosophie an der Universität Göttingen und legte 1991 das Erste Staatsexamen ab. Von 1992 bis 1995 arbeitete er als wissenschaftlicher Mitarbeiter am Institut für Geschichtswissenschaften der Humboldt-Universität zu Berlin. Dort wurde Israel 1995 mit einer von Hartmut Boockmann betreuten Arbeit über zum Straßburger Prediger Johann Geiler von Kaysersberg promoviert. Anschließend war er zwischen 1996 und 2003 als wissenschaftlicher Assistent am Seminar für Mittlere und Neuere Geschichte der Universität Göttingen tätig, wo er sich 2003 mit einer noch von Hartmut Boockmann begleiteten und schließlich in Verbindung mit Frank Rexroth eingereichten Schrift zum Thema Fremde aus dem Norden. Transalpine Zuwanderer im spätmittelalterlichen Italien habilitierte.
Nach seiner Habilitation folgten verschiedene Vertretungsprofessuren und Gastdozenturen an der Universität Bielefeld (2004), am Deutschen Historischen Institut Rom (2004/05) sowie der Universität Kassel (2005/06). Ab September 2005 war Israel Direktor des Deutschen Studienzentrums Venedig, bevor er zum Wintersemester 2010/11 einem Ruf der Technischen Universität Dresden auf die Professur für Mittelalterliche Geschichte als Nachfolger von Gert Melville folgte. Seit Juli 2017 war er Teilprojektleiter im Dresdner Sonderforschungsbereich 1285: „Invektivität. Konstellationen und Dynamiken der Herabsetzung“. Im DFG-Projekt „Der mittelalterliche Zweikampf als Agonale Praktik zwischen Recht, Ritual und Leibesübung“ (2011–2015) gingen zahlreiche kulturhistorische Studien zu Ritual und Gewalt im Mittelalter hervor. Zusammen mit Josef Matzerath leitete er das Graduiertenkolleg „Geschichte der Sächsischen Landtage“ (2013–2018). Für seine Arbeiten zu Italien wurde er als auswärtiges Mitglied in die Akademie der Wissenschaften Venedig (Istituto Veneto di Scienze, Lettere ed Arti) berufen.
Zu seinen Forschungsschwerpunkten gehörten die Streitkultur/Ritualismus in Europa, die Migration/Akkulturation zwischen Deutschland und Italien sowie der oberrheinische Humanismus. Mit seiner Dissertation analysierte er erstmals systematisch die „21 Artikel“, in denen Geiler am 27. Januar 1501 vor dem Rat seiner Stadt eine Revision „der gewonheiten statutenn und bruchs der stat Straßburg“ fordert, „in denen not ist, das man behutsamlich wandle“. Israel ordnet die Artikel drei Bereichen zu, die er „bürgerliche Sachen“, „Gute Ordnung“ und „peinliche Sachen“ nennt (S. 191). Der Auswertung und Einordnung der 21 Artikel wird eine umfassende Biographie Geilers (S. 38–177) vorangestellt.

## Schriften (Auswahl)
Monografien
- Johannes Geiler von Kaysersberg (1445–1510). Der Straßburger Münsterprediger als Rechtsreformer (= Berliner historische Studien. Band 27). Duncker & Humblot, Berlin 1997, ISBN 3-428-09060-8 (zugleich: Dissertation, HU Berlin, 1995).
- Fremde aus dem Norden. Transalpine Zuwanderer im spätmittelalterlichen Italien (= Bibliothek des Deutschen Historischen Instituts in Rom. Band 111). Niemeyer Verlag, Tübingen 2005, ISBN 3-484-82111-6 (zugleich: Habilitationsschrift, Universität Göttingen, 2003).
- mit Josef Matzerath: Geschichte der sächsischen Landtage. Thorbecke, Ostfildern 2019, ISBN 978-3-7995-8465-4 (Sonderausgabe der Sächsischen Landeszentrale für politische Bildung, Dresden 2019).

Herausgeberschaften
- Vita communis und ethnische Vielfalt. Multinational zusammengesetzte Klöster im Mittelalter. Akten des internationalen Studientags vom 26. Januar 2005 im Deutschen Historischen Institut in Rom (= Vita regularis. Band 29). Lit, Berlin u. a. 2006, ISBN 3-8258-9726-5 (Rezension).
- mit Christian Jaser: Agon und Distinktion. Soziale Räume des Zweikampfs zwischen Mittelalter und Neuzeit. Lit, Berlin 2016, ISBN 978-3-643-12878-2.
- mit Michael Matheus: Protestanten zwischen Venedig und Rom in der Frühen Neuzeit. Akademie-Verlag, Berlin 2016, ISBN 978-3-05-005410-0.
- mit Marius Kraus und Ludovica Sasso: Agonale Invektivität. Konstellationen und Dynamiken der Herabsetzung im italienischen und deutschen Humanismus. Heidelberg University Publishing, Heidelberg 2021, ISBN 978-3-96822-087-1.
- mit Jürgen Müller: Körper-Kränkungen. Der menschliche Leib als Medium der Herabsetzung. Campus Verlag, Frankfurt/New York 2021, ISBN 978-3-593-51339-3.